# From Rail-Splitter to President
Pour plus de détails, voir Fiche technique et Distribution.
From Rail-Splitter to President est un film muet américain réalisé par Francis Ford et sorti en 1913.

## Fiche technique
- Réalisation : Francis Ford
- Scénario : Grace Cunard
- Durée : 20 minutes
- Date de sortie : États-Unis : 16 décembre 1913

## Distribution
- Francis Ford : Abraham Lincoln
- Grace Cunard : Ann Rutledge
- Edgar Keller
- Fred Montague